# 布朗宰
布朗宰（法語：Blanzay，法語發音：[blɑ̃zɛ]）是法国新阿基坦大区维埃纳省的一个市镇，属于蒙莫里永区。

## 地理
布朗宰（46°12'8"N, 0°15'19"E）面积35.45 平方千米，位于法国新阿基坦大区维埃纳省，该省份为法国中西部省份，北起曼恩-卢瓦尔省和安德尔-卢瓦尔省，西接德塞夫勒省，南至夏朗德省，东南接上维埃纳省，东临安德尔省。
与布朗宰接壤的市镇（或旧市镇、城区）包括：尚帕涅勒塞克、尚涅、绍奈、罗马涅、圣皮埃尔-代克西德伊、萨维涅、普瓦图地区瓦朗斯。

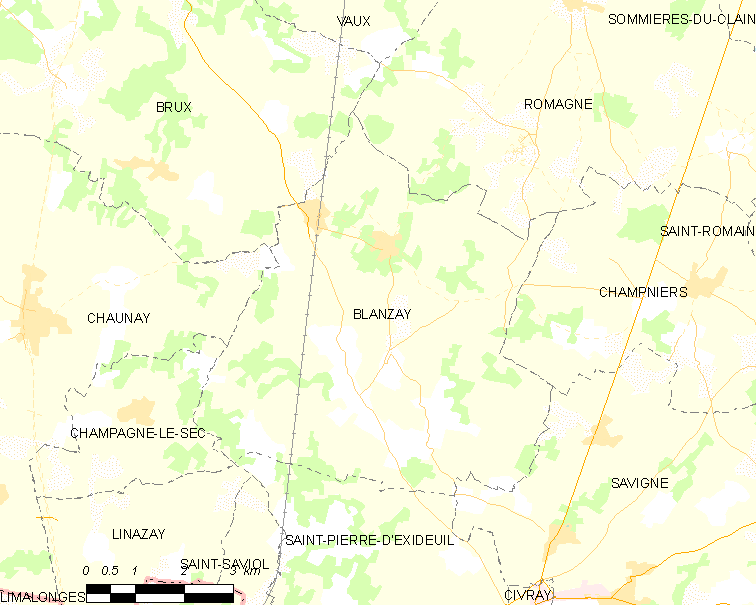
布朗宰的OSM定位图

布朗宰的时区为UTC+01:00、UTC+02:00（夏令时）。

## 行政
布朗宰的邮政编码为86400，INSEE市镇编码为86029。

## 政治
布朗宰所属的省级选区为锡夫赖县。

## 人口

1962-2008年间布朗宰人口变化图示

布朗宰于2022年1月1日时的人口数量为804人。